# Morell-Mermaid
Circonscription électorale provinciale du Canada
Pour les articles homonymes, voir Morell.
Morell-Mermaid est une ancienne circonscription électorale provinciale de l'Île-du-Prince-Édouard (Canada). La circonscription est créée en 1996 à partir de la circonscription 2e Kings ainsi que des portions de 3e Kings et 5e Kings. Elle porte en fait le nom de Morell-Fortune Bay jusqu'en 2007.

## Liste des députés
| Morell-Mermaid                                                  | Morell-Mermaid | Morell-Mermaid            | Morell-Mermaid | Morell-Mermaid | Morell-Mermaid |
| Nom                                                             | Nom            | Parti                     | Mandat         | Législature    |                |
| --------------------------------------------------------------- | -------------- | ------------------------- | -------------- | -------------- | -------------- |
| Pour la période 1873-1996, voir 2e Kings, 3e Kings et 5e Kings. |                |                           |                |                |                |
|                                                                 | Kevin MacAdam  | Progressiste-conservateur | 1996 - 2000    | 60e            |                |
|                                                                 | Kevin MacAdam  | Progressiste-conservateur | 2000           | 61e            |                |
|                                                                 | Vacant         | Vacant                    | 2000-2001      | 61e            |                |
|                                                                 | Kevin MacAdam  | Progressiste-conservateur | 2001 - 2003    | 61e            |                |
|                                                                 | Kevin MacAdam  | Progressiste-conservateur | 2003 - 2006    | 62e            |                |
|                                                                 | Vacant         | Vacant                    | 2006           | 62e            |                |
|                                                                 | Olive Crane    | Progressiste-conservateur | 2006 - 2007    | 62e            |                |
|                                                                 | Olive Crane    | Progressiste-conservateur | 2007 - 2011    | 63e            |                |
|                                                                 | Olive Crane    | Progressiste-conservateur | 2011 - 2015    | 64e            |                |
|                                                                 | Olive Crane    | Indépendant               | 2011 - 2015    | 64e            |                |
|                                                                 | Sidney MacEwen | Progressiste-conservateur | 2015 - 2019    | 65e            |                |

## Géographie
La circonscription comprend les villages de Morell et Mount Stewart.